# Sophrocattleya
× Sophrocattleya  (abreviado Sc.) en el comercio. Es un híbrido intergenérico que se produce entre los géneros de orquídeas Cattleya y Sophronitis.